# دیتمار هامان
دیتمار هامان (به آلمانی: Dietmar Hamann) (متولد ۲۷ اوت ۱۹۷۳) و بازیکن فوتبالهافبک اهل آلمان است که از سال ۱۹۹۷ میلادی عضو تیم ملی فوتبال آلمان بوده‌است. وی در ۵۹ بازی ملی حضور داشته است و آخرین بازی ملی خود را در سال ۲۰۰۵ میلادی انجام داد. دیتمار هامان در بازی‌های ملی‌اش ۵ گل به ثمر رساند.